# 严子均
严子均（1872年—1931年），清末民初企业家、商人。号义彬，是巨商严信厚之子，浙江省慈溪县（今宁波）人。

## 生平
清朝光绪三十三年（1907年），开始经商，子承父业，帮助打理家族生意，并在上海开设源吉钱庄和德源钱庄。严子均与当时的上海道台（相当于现在的上海市市长）蔡乃煌常来往，交往密切，严子均并帮助承办源通海关官银行。
严子均之业务遍及很多工商业领域，并在北京、天津、汉口、广州、福州、香港、汕头、厦门、杭州、宁波等中国各大城市均有业务分支。
光绪三十四年，严子均出任源通官银号董事。宣统元年（1909年），严子均被选为上海商务总会第五任协理。1909年，严子均出任上海龙章机器造纸公司协理，并担任上海内地自来水厂公司董事。同年，被授予清朝政府农工商部员外郎的官职。民国13年（1924年），出任上海总商会特别会董。民国15年（1926年），严子均出任上海总商会会董。

## 家庭
严子均原配张氏（1869-1919），来自望族马径张家， 妾室杨俪芬（1879-1943），并育有十二个子女，从原配张氏去世时杨俪芬已40周岁，以及杨氏的子女皆在此之前出生，可知杨氏曾为妾室，杨氏子女均为庶出，杨氏女儿虽声称杨氏为其父“第二任妻子”，但杨氏并无被扶正的记录。五个儿子分别为严智多、严智珠、严智桐、严智实、严智寿。其中长子严智多有女儿严仁美、严仁芸，严仁美为民国时的上海滩名媛，严仁芸则嫁给了杜月笙五公子杜维翰（他们的婚姻在上海丽都花园举办）。七个女儿中的三个庶出女儿严彩韵、严莲韵、严幼韵都是中国近代知名女性，被并称为“严氏三姐妹”。